# Flugplatz Lidköping-Hovby

i7
i11
i13
Der Flugplatz Lidköping-Hovby (schwedisch: Lidköping-Hovby flygplats; IATA-Code: LDK, ICAO-Code: ESGL) ist ein Flugplatz 5 km südlich von Lidköping in der schwedischen Provinz Västra Götalands län.

## Flugplatzdaten
Der Flugplatz hat eine Asphaltpiste mit 1990 m Länge und 45 m Breite und eine Graspiste mit 875 m Länge und 45 Breite m. Die Seehöhe beträgt 61 m. Die Gesamtfläche beträgt 264 ha.

## Geschichte
Der Flugplatz war seit den 1940er Jahren Militärflugplatz, einer der sogenannten Västgöta-Stützpunkte (Hasslösa, Hovby, Moholm und Råda).
In den Jahren 1974 bis 1976 betrieb die Gesellschaft Lidair montags, mittwochs und freitags die Strecke Hovby – Stockholm/Bromma. Dienstags und Donnerstags Lidköping – Kopenhagen. Im Jahr 1984 wurden große Investitionen am Flugplatz Hovby getätigt. Von 1985 bis 1988 flog Golden Air Lidköping-Stockholm/Arland. Die Landebahn wurde im Jahr 1987 verbreitert und neu asphaltiert. Avia Express übernahm 1989 den Flugbetrieb nach Stockholm/Arland mit größeren Flugzeugen vom Typ Saab 340. Salair flog nach Kopenhagen.
Am 1. Juli 2000 übernahm die Gemeinde Lidköping den Luftwaffenstützpunkt Hovby von den schwedischen Streitkräften und der norwegischen Befestigungsbehörde für einen Kaufpreis von 8,5 Mio. SEK. Der Flugplatz wird von der kommunalen Gesellschaft Lidköping Hovby Flygplats AB betrieben. Jula Air führt Firmenflüge mit einer Beech King Air durch. Lidköping Flygklubb verfügt über einen Segelflugbetrieb. Der Motorflugklub von Lidköping führt Motorflüge durch und bietet eine Ausbildung für eine Privatpilotenlizenz (PPL) an. Während einer Testphase Anfang der 2000er Jahre bot der Flughafen tägliche Linienflüge nach Stockholm an.
Im Februar 2013 verlor der Flugplatz seinen Status als Instrumentenflughafen.